# Белмид (Кентаки)
Белмид (енгл. Bellemeade) град је у америчкој савезној држави Кентаки.

## Демографија
По попису из 2010. године број становника је 865, што је 6 (-0,7%) становника мање него 2000. године.
| Група             | 2000.       | 2010.       |
| Белци             | 858 (98,5%) | 807 (93,3%) |
| Афроамериканци    | 3 (0,3%)    | 31 (3,6%)   |
| Азијати           | 1 (0,1%)    | 7 (0,8%)    |
| Хиспаноамериканци | 0 (0,0%)    | 11 (1,3%)   |
| Укупно            | 871         | 865         |